# Opius strouhali
Opius strouhali är en stekelart som beskrevs av Fischer 1962. Opius strouhali ingår i släktet Opius och familjen bracksteklar. Inga underarter finns listade i Catalogue of Life.